# Ню Йоркър
Ню Йоркър (на английски: The New Yorker) е американско списание за репортажи, коментари, есета, критика, проза, сатира, карикатури и поезия, публикувано от Condé Nast Publications.
Списанието започва като седмично издание през 1925 г. Понастоящем излизат 47 издания годишно, 5 от които покриват двуседмичен период.
Въпреки че изданието се концентрира върху идеята да отразява културния живот на града Ню Йорк, то има широка аудитория извън Ню Йорк и дори извън Съединените американски щати.